# Tommy Brooker
Tommy Brooker, született William Thomas Brooker (Demopolis, Alabama, 1939. október 31. – Tuscaloosa, Alabama, 2019. szeptember 21.) amerikai amerikaifutball-játékos.

## Pályafutása
Az Alabama Crimson egyetemi csapatban játszott. 1962-ben a Dallas Texans, 1963 és 1966 között a Kansas City Chiefs játékosa volt. 1962-ben AFL bajnoki címet szerzett a Texans csapatával. 1964-ben beválasztották az AFL All-Star csapatába.

## Sikerei, díjai
- AFL
  - győztes: 1962
- AFL All-Star (1964)